# Virus de Guanarito
Mammarenavirus guanaritoense
Espèce
Classification phylogénétique
- Espèce : Mammarenavirus guanaritoense
  - Virus de Guanarito

Mammarenavirus guanaritoense, aussi appelé virus de Guanarito (GTOV), est une espèce de virus. Cet agent infectieux provoque, chez l'humain, la fièvre hémorragique vénézuélienne. Il tire son nom de la municipalité de Guanarito, dans l'État de Portuguesa à l'ouest du Venezuela, où il a été observé pour la première fois en 1989. La fièvre qu'il provoque, très semblable à la fièvre de Lassa et aux fièvres hémorragiques à arénavirus présentes en Argentine et en Bolivie, est mortelle dans 20 à 33 % des cas, et se manifeste par de la température et un état de malaise suivi de manifestations hémorragiques et de convulsions accompagnées ou non de symptômes peu spécifiques comme des maux de tête, des douleurs articulaires, une diarrhée, une conjonctivite, une pharyngite, une baisse du nombre de globules blancs et du nombre de plaquettes sanguines, des nausées, une toux, des douleurs thoraciques et des douleurs abdominales.
Le virus de Guanarito est un virus à ARN monocaténaire de polarité négative (groupe V de la classification Baltimore) appartenant à la famille des Arenaviridae. Son réservoir naturel principal est Zygodontomys brevicauda, un petit rongeur originaire de l'ouest du Venezuela. Comme tous les Arenaviridae, il présente un génome scindé en un segment L (large) et un segment S (small). Compte tenu du danger biologique qu'il représente, le virus de Guanarito ne peut être manipulé que dans un laboratoire P4 ou BSL-4,.